# Angola (New York)
Angola è un villaggio degli Stati Uniti d'America, situato nello stato di New York, nella contea di Erie.